# Charles-Simon Favart
Pour les articles homonymes, voir Favart.
Charles-Simon Favart, né le 13 novembre 1710 à Paris et mort le 12 mai 1792 à Belleville, est un auteur de pièces de théâtre et d'opéras-comiques français.
Il a contribué à épurer le genre comique de la Foire, créant aussi bien dans le genre de la comédie à vaudevilles que dans celui de la comédie à ariettes. « Avec lui ce genre évolua de la franche gaieté héritée de la Régence vers un art sensible et moralisateur ».

## Biographie
Issu d'une famille originaire de Reims, fils d'un pâtissier en renom et de la fille d'un fermier de Goussainville, Favart fit des études au collège Louis-le-Grand qu'il quitte pour des raisons de santé. Il perd son père assez jeune et, pour venir en aide à sa mère, se consacre à l'opéra-comique. Un poème intitulé La France délivrée par la pucelle d'Orléans lui valut la Violette d'argent des Jeux floraux. Sa première pièce, Polichinelle comte de Paonfier (1732), parodie du Glorieux de Destouches, fut jouée anonymement sur un théâtre de marionnettes.

Il se consacre tout d'abord aux comédies à vaudeville, ces dialogues parlés mêlés de chansons sur des « timbres » connus du public, dont l'une, Les Deux Jumelles, jouée à l'Opéra-Comique en 1734, remporta un succès considérable grâce en particulier à ce couplet :
Le monde est plein de tricheries :

Les courtisans,

Par mille discours séduisants,

Savent cacher leurs fourberies ;

Par les amis, les amis sont dupés.

Craignons les serments des coquettes,

Et la pudeur des plus simples fillettes :

Les plus fins y sont trompés.
La Chercheuse d'esprit (1741), véritable chef-d'œuvre du genre, connut un triomphe avec plus de 200 représentations et le rend célèbre. Favart excelle également dans la parodie : Moulinet Ier (parodiant Mahomet II de La Noue) est représenté dès 1739 à la foire Saint-Germain. Arlequin-Daradanus (1740, Comédie-Italienne) est une parodie de l'opéra de Rameau Dardanus, créé l'année précédente.
Jean Monnet, directeur de l'Opéra-Comique, appelle Favart comme régisseur et « directeur des pièces » en 1743. C'est là qu'il rencontre une jeune actrice, Justine Duronceray dite « Mlle de Chantilly », qui allait devenir sa femme le 12 décembre 1745 et connaître la célébrité sous le nom de « Madame Favart ».
Mais, sur la pression des Comédiens-Français, jaloux du succès d'Acajou de Favart (1744), Monnet se vit retirer l'exploitation de l'Opéra-Comique, par un arrêt du Conseil d'État du roi du 30 mai 1744. Favart, pour maintenir ses engagements envers les artistes, continue la programmation des saisons 1744 et 1745 : L'École des amours grivois est créé le 16 juillet 1744. Pour la foire Saint-Laurent de 1745, sous un prête-nom (celui du danseur anglais Matthews), il n'a droit que de donner des pantomimes, comme Les Vendanges de Tempé, qui remportent un grand succès, 1745.
Son Altesse Sérénissime Monseigneur le comte maréchal de Saxe le charge alors, au printemps 1746, de diriger la troupe ambulante de comédiens qui le suivait aux armées : « Ne croyez pas, écrivait le maréchal à Favart au sujet de cette troupe, que je la regarde comme un simple objet d'amusement, elle entre dans mes vues politiques et dans le plan de mes opérations militaires. » Favart reste pendant cinq ans au service du maréchal de Saxe.
Favart dirige le théâtre de la Monnaie à Bruxelles, de 1746 à 1748. Le succès fut éclatant, au point que même les ennemis réclamèrent les acteurs les jours où ils ne jouaient pas devant les Français. Mais Madame Favart fut contrainte de s'enfuir pour échapper aux assiduités du maréchal de Saxe. Ce dernier tourna son dépit contre le mari qui, pour échapper aux lettres de cachet prononcées contre lui, alla se cacher dans un village des environs de Strasbourg où il vécut en peignant des éventails. Tandis que sa femme, victime elle aussi d'une lettre de cachet, était enfermée successivement dans deux couvents. Finalement, de guerre lasse, elle céda au maréchal de Saxe et les persécutions s'arrêtèrent.

La mort du maréchal survint en 1750, soit peu de temps après. Favart commenta sa mésaventure en ces termes :
Qu'on parle bien ou mal du fameux maréchal,

Ma prose ni mes vers n'en diront jamais rien :

Il m'a fait trop de bien pour en dire du mal ;

Il m'a fait trop de mal pour en dire du bien.
Les Favart revinrent alors à Paris et connurent un énorme succès. M. Favart donna au Théâtre-Italien une série de pièces comme Annette et Lubin (en collaboration avec Mme Favart et Lourdet de Santerre), Bastien et Bastienne (en collaboration avec Mme Favart et Harny de Guerville), Ninette à la Cour, Les Trois Sultanes, La Fée Urgèle. Plusieurs de ces pièces furent écrites avec l'abbé de Voisenon avec qui l'auteur était fort lié et qui passait, écrit Léon Gozlan, « pour faire les comédies et les enfants de Favart ». Il ne faut pas oublier non plus la collaboration avec Mme Favart (Bastien et Bastienne et Annette et Lubin), trop souvent oubliée à l'ombre de son mari.
En 1757, il devient codirecteur de l'Opéra-Comique, qui avait été rétabli en 1752. Dans ces années-là, Favart se partage entre l’Opéra-Comique et la Comédie-Italienne. Durant les années 1750, il est en contact avec Vienne où Gluck revoit la musique de ses pièces.
Au niveau musical et dramaturgique, Annette et Lubin (1762) marque un tournant dans la conception de l’opéra-comique chez Favart : il œuvre désormais dans le nouveau genre de la « comédie à ariettes ». Le comique cède le pas aux sentiments naïfs et vertueux. La musique est presque entièrement originale, et non plus basée sur des vaudevilles. L'œuvre fonctionne donc comme un livret à mettre en musique où le rôle du compositeur (ici Blaise) est appelé à changer : il devient créateur à parts égales avec le librettiste.
L'Anglais à Bordeaux (1763), seul parmi ses ouvrages à être destiné à la Comédie-Française, est écrit à l'occasion de la conclusion de la paix avec l'Angleterre. Favart donne ensuite des livrets pour des compositeurs comme Monsigny, Grétry et Philidor.
En 1772, Justine Favart meurt, et son mari lui rend hommage dans ses Mémoires : « Les talents qu'elle possédait n'étaient rien en comparaison des qualités de son cœur », hommage sans doute dicté par un amour sincère et durable. Favart lui-même meurt vingt ans plus tard dans sa petit maison de Belleville, qu’il habitait depuis un quart de siècle.

## Œuvres
Une soixantaine des quelque 150 pièces qu'il a composées (comédies et opéras-comiques pour la plupart) ont paru de son vivant, en 10 volumes, sous le titre de Théâtre de M. Favart, Paris, Duchesne (puis Veuve Duchesne), 1763-1772, disponible sur Gallica. Le volume 5 contient les pièces composées par Justine Favart.
Parmi ses pièces, on peut citer : 
- 1732 : Polichinelle comte de Paonfier.
- 1734 : Les Deux Jumelles.
- 1735 : La Foire de Bezons, ballet-pantomime (avec Panard).
- 1738 : Le Bal bourgeois.
- 1739 : Moulinet premier, parodie.
- 1740 : La Servante justifiée, opéra comique en un acte (avec Fagan, prologue de Panard).
- 1741 : La Chercheuse d'esprit, opéra-comique.
- 1741 : La Fête de Saint-Cloud, opéra comique en un acte, repris ultérieurement sous le titre Les Bateliers de Saint-Cloud.
- 1742 : Le Prix de Cyhtère, opéra-comique.
- 1742 : Hippolyte et Aricie, parodie.
- 1743 : Le Coq de village, opéra-comique en un acte.
- 1743 : Don Quichotte chez la Duchesse, comédie-ballet avec Joseph Bodin de Boismortier.
- 1744 : Acajou, opéra-comique en 3 actes.
- 1744 : Le Bal de Strasbourg, ballet.
- 1745 : Les Vendanges de Tempé, pantomime.
- 1747 : Les Nymphes de Diane.
- 1747 : Les Amours grivois, pantomime.
- 1748 : Cythère assiégée, opéra comique en un acte.
- 1750 : Zéphire et Fleurette.
- 1751 : Les Indes dansantes, parodie des Indes galantes.
- 1753 : Raton et Rosette.
- 1753 : Les Amours de Bastien et Bastienne, parodie du Devin du village.
- 1755 : La Servante maîtresse, parodie de La serva padrona de Giovanni Battista Pergolesi.
- 1755 : Ninette à la cour, opéra-comique.
- 1761 : Les Trois Sultanes ou Soliman Second.
- 1762 : Annette et Lubin, opéra-comique.
- 1763 : L'Anglais à Bordeaux.
- 1765 : La Fée Urgèle ou Ce qui plaît aux dames, opéra-comique.
- 1769 : La Rosière de Salency, opéra-comique.
- 1773 : La Belle Arsène, opéra-comique.

- Mémoires et correspondance littéraires, dramatiques et anecdotiques, de C. S. Favart : publiés par A. P. C. Favart, son petit-fils ; et précédés d'une notice historique, rédigée sur pièces authentiques et originales, par H. F. Dumolard, Paris, Léopold Collin, 1808, 3 vol. (lire en ligne)